# The Lonely Island

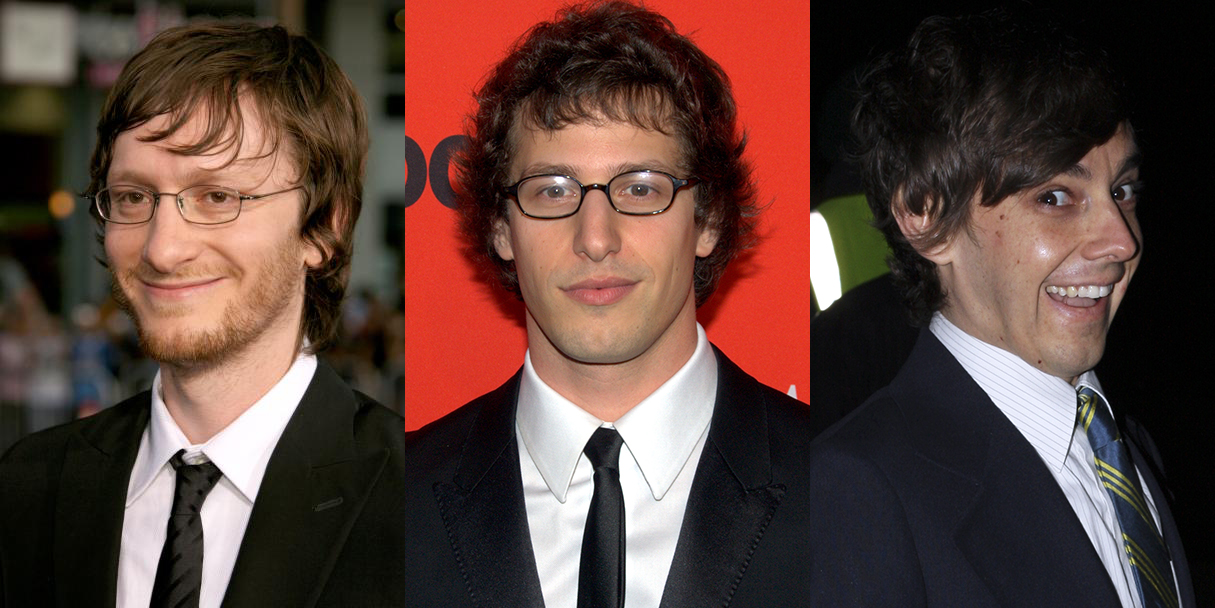
V. l. n. r.: Akiva Schaffer, Andy Samberg und Jorma Taccone

The Lonely Island ist eine amerikanische Comedygruppe und Band, die aus Andy Samberg, Akiva Schaffer und Jorma Taccone besteht. Das Trio kommt ursprünglich aus der kalifornischen Stadt Berkeley.
Von 2005 bis 2012 waren sie Teil des Ensembles von Saturday Night Live. Für die Sendung produzierten sie über 100 Digital Shorts, vorab produzierte Sketche und Musikvideos, die während der Live-Sendung ausgestrahlt wurden. Ihr Song Lazy Sunday, der im Dezember 2005 auf der Videoplattform YouTube hochgeladen wurde, erreichte in den ersten Tagen nach seinem Upload über 5 Millionen Aufrufe und war das erste von vielen viralen Videos, das das Trio für die Sendung produzierte.
Seitdem veröffentlichte die Gruppe vier Alben: Incredibad (2009), Turtleneck & Chain (2011), The Wack Album (2013) und The Unauthorized Bash Brothers Experience (2019). Außerdem schrieben sie die Slapstick-Comedy Hot Rod – Mit Vollgas durch die Hölle (2007), bei dem Schaffer Regie führte, und die Mockumentary Popstar: Never Stop Never Stopping (2016) mit Taccone und Schaffer als Regisseuren. In beiden Filmen übernahm Samberg die Hauptrollen.

## Vorgeschichte
Die drei Mitglieder von The Lonely Island wuchsen in Berkeley in den frühem 1990er Jahren auf und besuchten gemeinsam die Berkeley High School. Nach ihrem Abschluss trennten sich ihre Wege. Andy Samberg und Akiva Schaffer gingen erst zusammen auf die University of California, Santa Cruz. Nach einer Weile wechselte Samberg jedoch an die Tisch School of the Arts in New York. Jorma Taccone ging auf die University of California in Los Angeles. Nach Beendigung der Universität kam Samberg aus New York zurück und die drei zogen im September 2000 zusammen mit zwei weiteren Freunden (Chester Tam und Matt Bettinelli-Olpin) in ein Apartment in Los Angeles, das sie aufgrund seiner Lage inmitten mehrerer vielbefahrener Straßen The Lonely Island nannten. Sie begannen Videos zu drehen, um diese dann auf ihrer Internetseite hochzuladen, und in verschiedenen Teilzeitjobs zu arbeiten.
2005 waren sie Autoren bei den MTV Movie Awards, die von Jimmy Fallon präsentiert wurden, der zu dieser Zeit Mitglied im Ensemble von Saturday Night Live war. Angetan von ihrer Arbeit empfahl Fallon die Gruppe dem Produzenten der Show, Lorne Michaels, der sie im August desselben Jahres als Autoren einstellte. Samberg trat der Show zusätzlich als Darsteller bei.
Nachdem es anfänglich nur wenige ihrer Ideen in die Show schafften, schrieben sie im Dezember 2005 den Song Lazy Sunday, in dem Samberg und Chris Parnell die Rollen von Hardcore-Rappern annehmen, die an einem Sonntagnachmittag aufwachen, sich gemeinsam Cupcakes kaufen und eine Vorführung des Films Die Chroniken von Narnia: Der König von Narnia im Kino ansehen. Das Musikvideo, das das Trio in Manhattan aufgenommen hatte, wurde auf YouTube zum Internetphänomen und erreichte in wenigen Wochen mehr als 5 Millionen Aufrufe.

## Seit 2006
Die erste Single der Gruppe wurde 2006 mit Justin Timberlake aufgenommen – eine R&B-Parodie mit dem Titel Dick in a Box. Danach wurden Parodien auf Rap-Songs, wie Like a Boss, I'm on a Boat und Jizz in My Pants veröffentlicht, die auch sehr erfolgreich im Internet und bei Saturday Night Live aufgeführt wurden. Am 10. Februar 2009 erschien das erste Album Incredibad.
Im August 2007 spielten Taccone, Schaffer und Samberg im Film Hot Rod mit. Schaffer war außerdem Regisseur des Filmes. Am 18. Dezember 2010 erschien die Single I Just Had Sex, die mit dem US-amerikanischen Musiker Akon aufgenommen wurde. Eine weitere Single mit Nicki Minaj erschien am 29. Januar 2011. Am 10. Mai 2011 erschien das zweite Album der Gruppe unter dem Titel Turtleneck & Chain. Das dritte Album der Gruppe The Wack Album erschien am 11. Juni 2013.
Anfang 2014 schrieb die Gruppe den Song Everything Is Awesome für The Lego Movie in Zusammenarbeit mit Shawn Patterson, Joshua Bartholomew und Lisa Harriton. Bei den 87. Academy Awards, bei denen Everything Is Awesome für den Academy Award for Best Original Song nominiert war, sangen The Lonely Island, Tegan & Sara, Questlove, Will Arnett und Mark Mothersbaugh den Song live.

## Diskografie

### Studioalben
| Jahr | Titel                              | Höchstplatzierung, Gesamtwochen, AuszeichnungChartplatzierungen (Jahr, Titel, Platzierungen, Wochen, Auszeichnungen, Anmerkungen) | Höchstplatzierung, Gesamtwochen, AuszeichnungChartplatzierungen (Jahr, Titel, Platzierungen, Wochen, Auszeichnungen, Anmerkungen) | Anmerkungen                            |
| Jahr | Titel                              | UK | US | Anmerkungen                            |
| ---- | ---------------------------------- | --- | --- | -------------------------------------- |
| 2009 | Incredibad                         | UK— SilberUK | US13 (31 Wo.)US | Erstveröffentlichung: 10. Februar 2009 |
| 2011 | Turtleneck & Chain                 | UK26 Silber · (2 Wo.)UK | US3 (18 Wo.)US | Erstveröffentlichung: 6. Mai 2011      |
| 2013 | The Wack Album                     | UK59 (1 Wo.)UK | US10 (4 Wo.)US | Erstveröffentlichung: 7. Juni 2013     |
| 2016 | Popstar: Never Stop Never Stopping | — | US69 (1 Wo.)US | Erstveröffentlichung: 3. Juni 2016     |

### Singles
| Jahr | Titel Album                                   | Höchstplatzierung, Gesamtwochen, AuszeichnungChartplatzierungen (Jahr, Titel, Album, Platzierungen, Wochen, Auszeichnungen, Anmerkungen) | Höchstplatzierung, Gesamtwochen, AuszeichnungChartplatzierungen (Jahr, Titel, Album, Platzierungen, Wochen, Auszeichnungen, Anmerkungen) | Höchstplatzierung, Gesamtwochen, AuszeichnungChartplatzierungen (Jahr, Titel, Album, Platzierungen, Wochen, Auszeichnungen, Anmerkungen) | Anmerkungen                                                              |
| Jahr | Titel Album                                   | AT | UK | US | Anmerkungen                                                              |
| ---- | --------------------------------------------- | --- | --- | --- | ------------------------------------------------------------------------ |
| 2008 | Jizz in My Pants Incredibad                   | — | — | US72 Platin · (1 Wo.)US | Erstveröffentlichung: 6. Dezember 2008                                   |
| 2009 | I’m on a Boat Incredibad                      | — | — | US56 ×2Doppelplatin · (20 Wo.)US | Erstveröffentlichung: 3. Februar 2009 feat. T-Pain                       |
| 2010 | I Just Had Sex Turtleneck & Chain             | AT55 (2 Wo.)AT | UK68 Silber · (5 Wo.)UK | US30 Platin · (11 Wo.)US | Erstveröffentlichung: 19. Dezember 2010 feat. Akon                       |
| 2011 | The Creep Turtleneck & Chain                  | — | — | US82 (1 Wo.)US | Erstveröffentlichung: 29. Januar 2011 feat. Nicki Minaj                  |
| 2011 | Jack Sparrow Turtleneck & Chain               | — | — | US69 (2 Wo.)US | Erstveröffentlichung: 7. Mai 2011 feat. Michael Bolton                   |
| 2013 | YOLO The Wack Album                           | — | UK77 (2 Wo.)UK | US60 (1 Wo.)US | Erstveröffentlichung: 25. Januar 2013 feat. Adam Levine & Kendrick Lamar |
| 2014 | Everything Is Awesome The Lego Movie (O.S.T.) | — | UK17 Silber · (9 Wo.)UK | US57 Platin · (3 Wo.)US | Erstveröffentlichung: 27. Januar 2014 mit Tegan and Sara                 |

Weitere Singles
- 2006: Dick in a Box (feat. Justin Timberlake)
- 2009: Like a Boss (US: Gold)
- 2011: Motherlover (feat. Justin Timberlake)
- 2013: 3-Way (The Golden Rule) (feat. Justin Timberlake & Lady Gaga)

## Auszeichnungen für Musikverkäufe
| Goldene Schallplatte - Dänemark - 2012: für das Streaming Jack Sparrow - 2013: für das Streaming I Just Had Sex - 2013: für das Streaming Motherlover - 2023: für das Album Turtleneck & Chain - Kanada - 2009: für die Single I’m on a Boat - 2009: für die Single Jizz in My Pants - Neuseeland - 2009: für die Single I’m on a Boat - 2015: für die Single I Just Had Sex | Platin-Schallplatte - Australien - 2011: für die Single I Just Had Sex - Schweden - 2011: für die Single I Just Had Sex 2× Platin-Schallplatte - Schweden - 2011: für die Single Jack Sparrow |

Anmerkung: Auszeichnungen in Ländern aus den Charttabellen bzw. Chartboxen sind in ebendiesen zu finden.
| Land/RegionAuszeichnungen für Musikverkäufe (Land/Region, Auszeichnungen, Verkäufe, Quellen) | Silber     | Gold     | Platin     | Verkäufe  | Quellen               |
| -------------------------------------------------------------------------------------------- | ---------- | -------- | ---------- | --------- | --------------------- |
| Australien (ARIA)                                                                            | —          | —        | Platin1    | 70.000    | aria.com.au           |
| Dänemark (IFPI)                                                                              | —          | 4× Gold4 | —          | 10.000    | ifpi.dk               |
| Kanada (MC)                                                                                  | —          | Gold1    | —          | 40.000    | musiccanada.com       |
| Neuseeland (RMNZ)                                                                            | —          | 2× Gold2 | —          | 15.000    | radioscope.net.nz NZ2 |
| Schweden (IFPI)                                                                              | —          | —        | 3× Platin3 | 120.000   | sverigetopplistan.se  |
| Vereinigte Staaten (RIAA)                                                                    | —          | Gold1    | 5× Platin5 | 5.500.000 | riaa.com              |
| Vereinigtes Königreich (BPI)                                                                 | 4× Silber4 | —        | —          | 520.000   | bpi.co.uk             |
| Insgesamt                                                                                    | 4× Silber4 | 7× Gold7 | 9× Platin9 |           |                       |